# Tony Marsland
T. Anthony „Tony“ Marsland (* ca. 1939 in Schottland) ist ein kanadischer Professor emeritus für Informatik und ein Computerschachpionier. Von 1992 bis 1999 war er Präsident der International Computer Chess Association ICCA (deutsch „Internationale Computerschachvereinigung“).

## Leben
Geboren in Schottland und bereits 1939 nach Kidderminster in England gezogen, ging er dort von 1948 bis 1951 zur Schule und erlernte früh das Schachspiel. 1951 zog seine Familie mit ihm nach Lancashire, wo er die Preston Grammar School besuchte. Ab 1955 studierte er Mathematik an der Universität Nottingham. 1960 heiratete er Elizabeth Fox. Sie gingen 1962 zur amerikanischen Firma Boeing nach Seattle. Dort studierte er Elektrotechnik an der Universität Washington und schloss sein Studium 1967 mit dem Doktorgrad auf dem Gebiet der Künstlichen Intelligenz (AI) ab. Das Thema seiner Dissertation lautete Adaptive Computer Programs – An Aid in Problem Analysis (deutsch „Adaptive Computerprogramme – Eine Hilfe zur Problemanalyse“).
Danach ging er zu den Bell Laboratories nach New Jersey und arbeitete dort als Informatiker. Um 1970 schrieb er sein erstes Schachprogramm und wechselte kurz darauf zur kanadischen Universität Alberta, wo er viele Jahre lang eine Professur für Informatik hielt.
1992 wurde er in Nachfolge von David Levy Präsident der ICCA, der heutigen International Computer Games Association ICGA (deutsch „Internationale Computerspielevereinigung“). Er war an der Organisation des berühmten Zweikampfs „Mensch gegen Maschine“ des Schach-Weltmeisters Garri Kasparow gegen Deep Blue beteiligt.
Tony Marsland hat zahlreiche wissenschaftliche Veröffentlichungen verfasst und ist zusammen mit Jonathan Schaeffer Herausgeber von Computers, Chess, and Cognition, einer „Bibel des Computerschachs“.